# The Creech
The Creech es una historieta creada por el escritor y dibujante Greg Capullo; publicada por la editorial Image Comics. La historia mezcla horror con acción, caracterizaciones agresivas, llevando el sello de los cómics producidos por Todd McFarlane.

## The Creech
Creado a través de la combinación de material genético tomado tanto de fuentes humanas y alienígenas. Creech es una forma de vida diseñada engendrada in vitro. Es el epítome del éxito de la ciencia de la clonación. Se utilizaron medidas extremas en el desarrollo de la mente del Creech. Concebido en aislamiento total, su cerebro sólo fue alimentado con estímulos, controlados. Bits de información seleccionados cuidadosamente que le permitirían trabajar en un nivel de conciencia mucho más elevado de lo típicamente se considera normal. El resultado es un ser, que aunque carece de conciencia propia, posee una mente ajena al concepto de limitaciones, la ausencia de lo cual, a su vez le elimina toda limitación física. The Creech es lo más cercano al Adán de la Santa Biblia antes de que cayera en desgracia.

### Portadas
Una Visión de la Muerte (enlace roto disponible en Internet Archive; véase el historial, la primera versión y la última).; La Resurrección;Archivado el 13 de abril de 2011 en Wayback Machine.
- Datos: Q7728008